# Barbus kubanicus
Barbus kubanicus är en fiskart som beskrevs av Berg 1912. Barbus kubanicus ingår i släktet Barbus och familjen karpfiskar. IUCN kategoriserar arten globalt som livskraftig. Inga underarter finns listade.